# Ingeniero Luiggi
Ingeniero Luiggi är en ort i Argentina.   Den ligger i provinsen La Pampa, i den centrala delen av landet, 600 km väster om huvudstaden Buenos Aires. Ingeniero Luiggi ligger 192 meter över havet och antalet invånare är 4 671.
Terrängen runt Ingeniero Luiggi är platt, och sluttar österut. Runt Ingeniero Luiggi är det mycket glesbefolkat, med 6 invånare per kvadratkilometer.. Ingeniero Luiggi är det största samhället i trakten.
Trakten runt Ingeniero Luiggi består till största delen av jordbruksmark.